# Louis Duerloo
Louis Duerloo (Essen, província d'Anvers, 7 de juliol de 1910 - Mijas, Espanya, 30 de setembre de 1977) va ser un ciclista belga que fou professional entre 1932 i 1938. En el seu palmarès destaca, per damunt de tot, el Campionat de Ciclisme en ruta de Bèlgica de 1933 i el Tour de Flandes de 1935.

## Palmarès
- 1933
  -  Campió de Bèlgica en ruta
- 1934
  - 1r al Tour d'Haspengouw
  - Vencedor d'una etapa del Tour de l'Oest
- 1935
  - 1r al Tour de Flandes
- 1936
  - 1r de la Brussel·les-Hozemont
  - 1r del Gran Premi d'Oostende